# C. Y. Lee

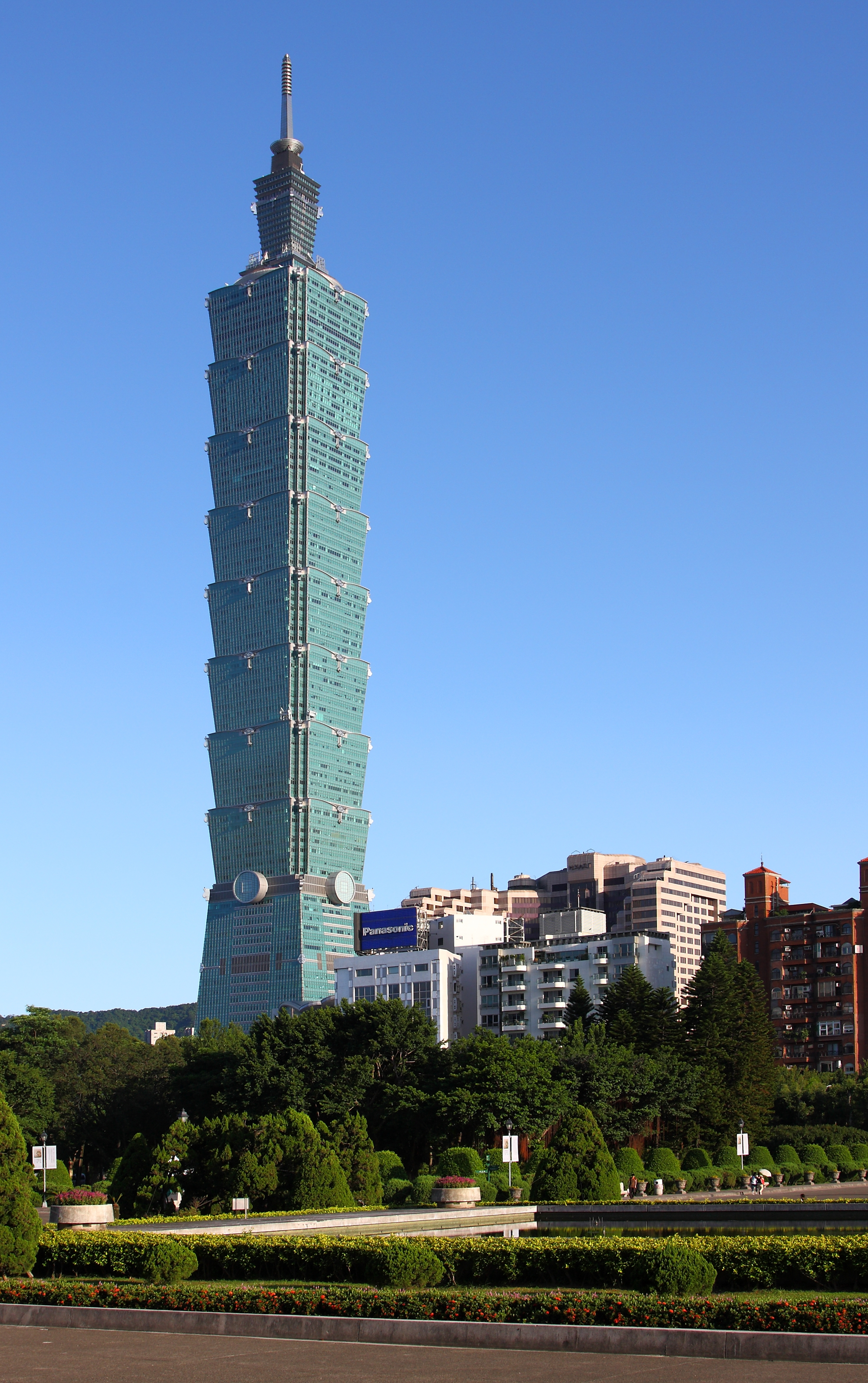
Dílo C. Y. Lee Taipei 101 v roce 2009

C. Y. Lee (* 30. prosince 1938, Kuang-tung; čínsky: 李祖原) je čínský architekt. Narodil se v čínském městě Kuang-tung, ale sídlí na Tchaj-wanu. Navrhl mj. budovu Tchaj-pej 101, která byla v letech 2004 až 2009 nejvyšší budovou světa.

## Díla
Některé stavby navržené C. Y. Leem:
- Tuntex Sky Tower, 1997
- Klášter Chung Tai Chan, 2001
- Taipei 101, 2004
- Mezinárodní letiště Tchaj-wan Tchao-jüan
- Chang-Gu World Trade Center